# Анри Ламенс
Анри Ламенс (фр. Henri Lammens; Гент, 1. јул 1862 — Бејрут, 23. април 1937) — белгијски арабиста, католички мисионар-језуита.

## Биографија
Одмах по завршетку католичке школе у Турнауту у доби од 15 година отишао је у Либан, где се 1878. придружио језуитском поретку. Студирао је арапски, грчки и латински језик, од 1882. почео је да предаје на Универзитету Св. Јосиф у Бејруту. У годинама 1890-1892. прошао је курс теологије у Велсу и по повратку у Бејрут 1893. био је посвећен у свештеника. Био је професор Универзитета у Св. Јосиф у Бејруту (до 1907, а потом још од 1920. године) и папског библијски института у Риму (1908-1912). Почевши од 1930. године, због погоршања здравственог стања, постепено је почео да одступа од посла.

## Научно наслеђе
Аутор је око 400 радова о историји раног ислама и калифата, историји, етнографији, географији Древне Арабије и Сирије, арапској књижевности 7-8. века, као и новој историји Либана и Сирије. Његов рад карактерише претерани скептицизам о изворима и модернизација друштвено-економских односа. Истраживање Ламенса о исламу служило је анти-муслиманској пропаганди у корист католицизма.

### Радови
- Remarques sur les mots français dérivés de l’arabe, 1890.
- Études sur le régne du Calife Omaijade Mo’awia I. Beyrouth, 1906.
- Qoran et Tradition: Comment fut composée la vie de Mahomet // Revue des Recherches de Science Religieuse, 1910.
- Fatima et les filles de Mahomet: notes critiques pour l'étude de la Sira. Sumptibus Pontificii instituti biblici, 1912.
- Le Berceau de l’Islam: l’Arabie occidentale à la veille de l’hégire. Ier volume, Le climat, les Bédouins, Romae, Sumptibus Pontificii Instituti Biblici // Scripta Pontificii instituti biblici. Institut biblique pontifical, 1914.
- La Syrie; précis historique (2 vol.). Beyrouth, 1921.
- La cité arabe de Ṭāʿif à la veille de l’Hégire, Beyrouth, Imprimerie catholique // Mélanges de l’Université Saint-Joseph, t. VIII, fasc. 4. (1922). стр. 115—327.
- La Mecque à la veille de l’Hégire. Beyrouth, 1924.
- L’Islam, croyances et institutions. Beyrouth, 1926; 1941.
- L’Arabie occidentale avant l’Hégire. Beyrouth, 1928.
- Les sanctuaires pré-islamites dans l’Arabie occidentale // Mélanges de l’Université Saint-Joseph, Beyrouth, t. XI, fasc. 2, 1928.
- Études sur le siècles des Omayyades. Beyrouth, 1930.
- Quelque 80 articles dans l’Encyclopédie de l’Islam (1913—1934).